# Larry Lamb
Lawrence "Larry" Douglas Lamb, född 1 oktober 1947 i Edmonton, London, är en brittisk skådespelare.

## Rollista i urval
- 1978 – Superman – The Movie
- 1983 – Stålmannen går på en krypto-nit
- 1987 – Hearts of Fire
- 1988 – Buster
- 1992 – Lovejoy (TV-serie)
- 1995 – Ett fall för Frost  (TV-serie)
- 1998 – Place Vendôme
- 2001 – Morden i Midsomer (TV-serie)
- 2007–2024 – Gavin & Stacey (TV-serie)
- 2008–2009 – EastEnders (TV-serie)
- 2015 – Gamla snutar, nya spår (TV-serie)
- 2024 – Konflikt (TV-serie)